# Georg Andreas Helwing
Georg Andreas Helwing (Węgorzewo, 14 de diciembre de 1666 - 3 de enero de 1748) fue un botánico, y pastor luterano alemán. Se hizo conocido como Tournefortius Borussicus y El Plinio prusiano.

## Algunas publicaciones

### Libros

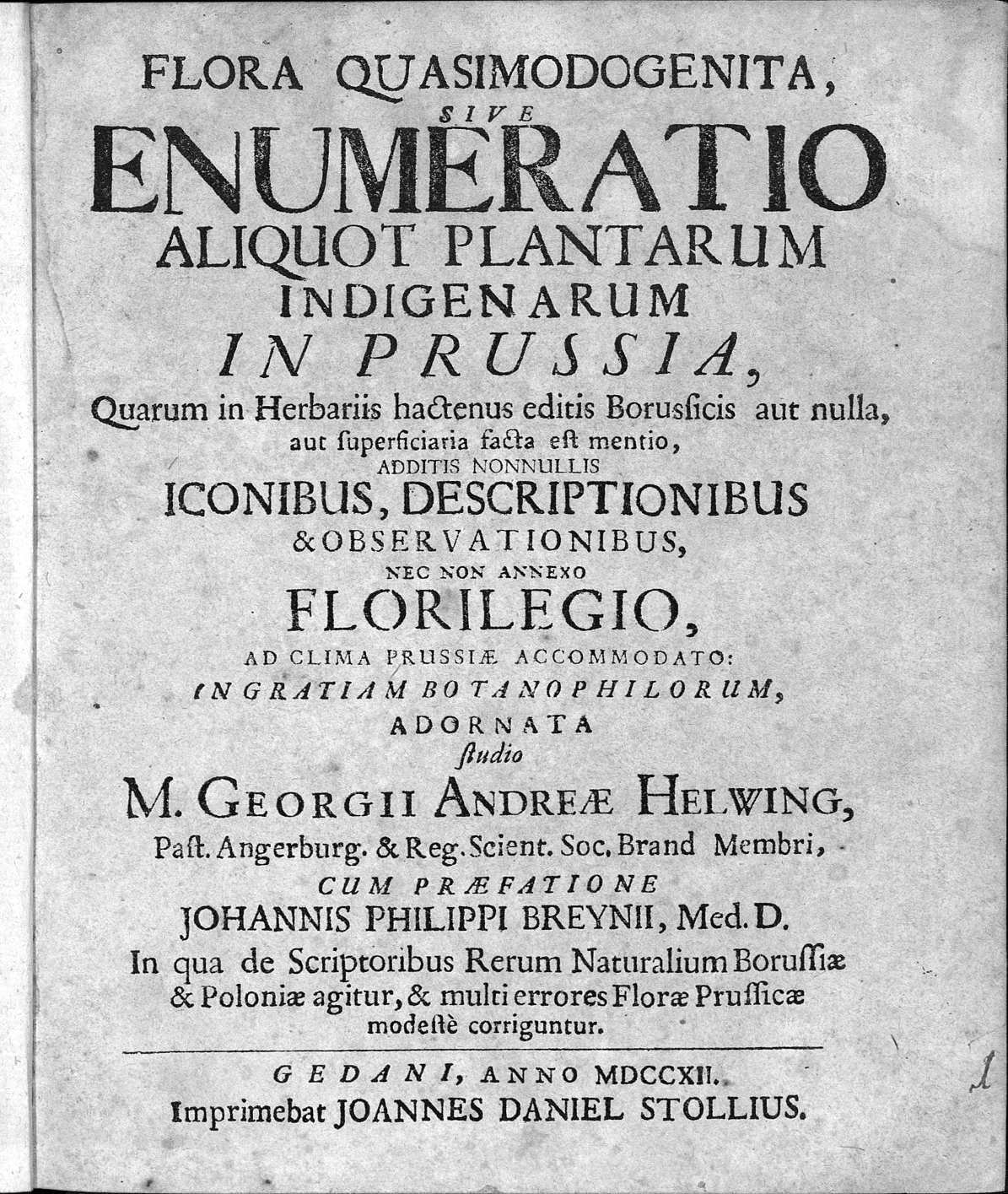
Flora quasimodogenita, 1712

- 1726. Enumeration plantarum indigenarum ... Ed. Typis Thomæ Johannis Schreiberi, 66 p.
- 1719. Flora campana, 100 p.[3]
- 1717. ... Lithographia Angerburgica: sive lapidum et fossilium, in districtu Angerburgensi & ejus vicinia, ad trium vel quatuor milliarium spatium in montibus, agris, arenofodinis & in primis circa lacuum littora & fluviorum ripas, collectorum brevis & succincta considerato ... Ed. Literis Johannis Stelteri. 132 p.[4]
- 1712. Flora quasimodogenita: sive enumeratio aliquot plantarum indigenarum in Prussia : quarum in herbariis hactenus editis Borussicis aut nulla, aut superficiaria facta est mentio, additis nonnullis iconibus, descriptionibus & observationibus : nec non annexo Florilegio, ad clima Prussiæ accommodato ... Con Johann Philipp Breyn, 74 p.[5]

## Membresías
- 31 de agosto de 1709: "miembro remoto" de la Academia Prusiana de las Ciencias.

## Epónimos
Género
- (Helwingiaceae) Helwingia Willd.[6]

Especies
- (Asteraceae) Senecio × helwingii Beger ex Hegi[7]